# Võisiku

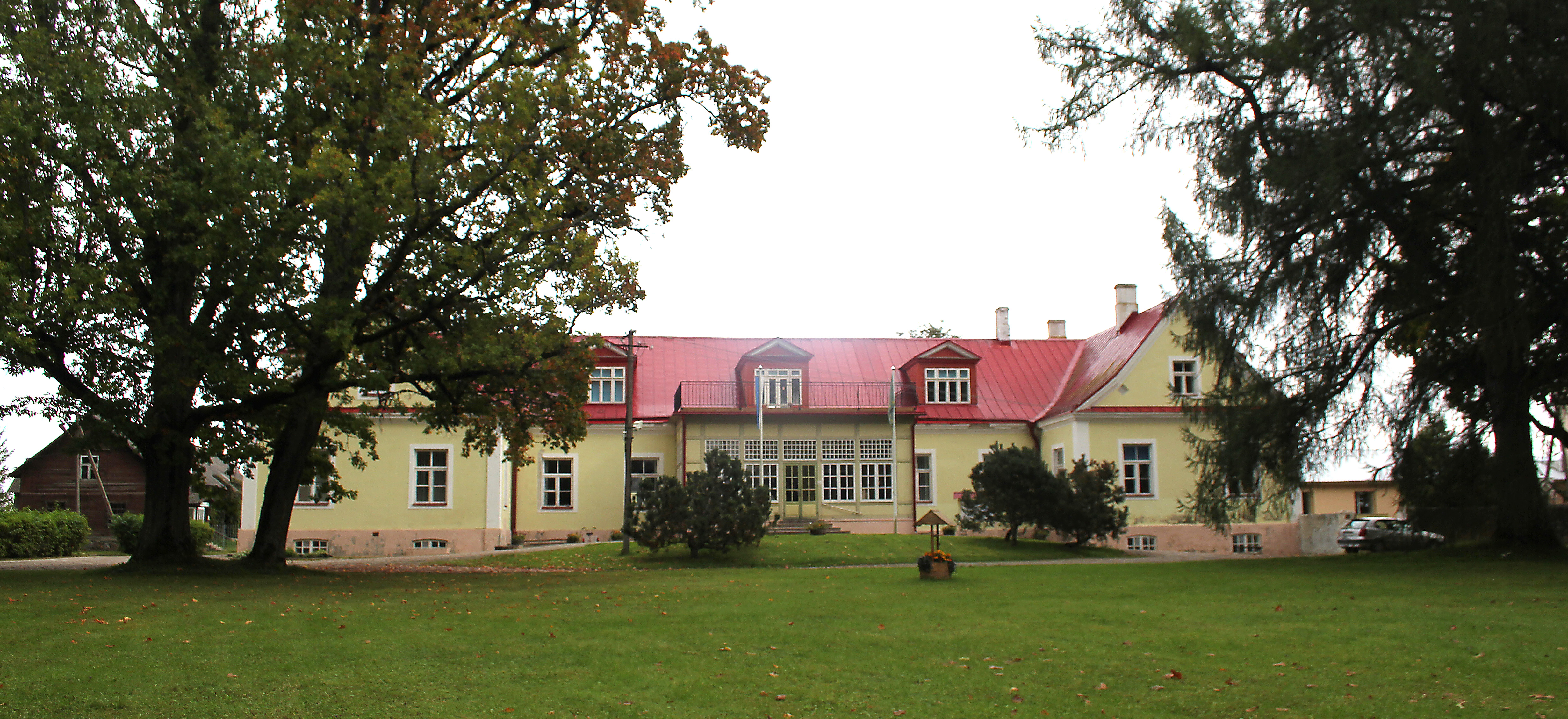
Herrenhaus Võisiku

Võisiku (deutsch Woiseck) ist ein Dorf (estnisch küla) in der estnischen Landgemeinde Põltsamaa im Kreis Jõgeva. Es hat 436 Einwohner (Stand: 2006). Võisiku liegt etwa fünf Kilometer südwestlich der Stadt Põltsamaa (Oberpahlen).

## Geschichte
Der Ort gehörte ursprünglich zur Herrschaft des Ordensschlosses von Põltsamaa. Das Gutshaus von Võisiku wurde erstmals 1558 urkundlich erwähnt. Im selben Jahr brannten einheimische Bauern das Gutshaus in Zusammenhang mit dem Livländischen Krieg (1558–1583) nieder. Erst 1632 wurde es wieder aufgebaut. Es gehörte damals zum Kirchspiel Kolga-Jaani im Kreis Viljandi.
Von 1583 bis 1919 gehörte Võisiku nacheinander bedeutenden deutschbaltischen Familien (von Fick, von Dücker, von Bock, von Manteuffel, von Samson-Himmelstjerna, von zur Mühlen). Bekanntester Eigentümer war Timotheus Eberhard von Bock (1787–1836), der zunächst ein Freund des Zaren Alexander I. von Russland war, später aber als Regimegegner inhaftiert wurde. Er liegt auf dem Friedhof von Kundrussaare etwa 1,5 km westlich von Võisiku begraben. Im 19. Jahrhundert entstanden um das Gutshaus zahlreiche Wirtschaftsbetriebe: eine Schnapsbrennerei, ein Sägewerk, eine Glas- und Ziegelfabrik, Einrichtungen zur Käseherstellung sowie eine Meierei.
1920 wurde das Gutshaus durch den estnischen Staat enteignet, der 1925 dort ein Heim einrichtete. Heute befindet sich im Gutshaus von Võisiku ein Pflegeheim für 400 geistig Behinderte. Das Haus wird von einem zwei Hektar großen Park umgeben.